# Brinkmanship
Brinkmanship (englisch für „Spiel mit dem Feuer“ oder „Politik am Rande des Abgrunds“) oder Brinksmanship („bevorzugte amerikanische Schreibweise“) bezeichnet die strategische Drohung, in der Politik oder im Spiel bis zum Äußersten zu gehen.
Die Bezeichnung ist abgeleitet vom englischen Wort „brink“ („Rand [eines Abgrunds]“). Gemeint ist die Fähigkeit, bis zur Ultima Ratio zu gehen, um den Gegenspieler zum Nachgeben zu bewegen – also sinnbildlich mit dem Gegenspieler zusammen bis zum Rand eines Abgrunds zu gehen, wodurch der Gegenspieler aus Angst vor dem gemeinsamen Absturz zum Nachgeben gebracht werden soll.

## Ursprung
Der Ausdruck Brinkmanship ist zur Zeit des Kalten Krieges zwischen den Vereinigten Staaten und der Sowjetunion entstanden. Er geht zurück auf John Foster Dulles, den US-Außenminister unter Präsident Dwight D. Eisenhower. Eisenhower und Dulles wollten die Expansion des kommunistischen Blocks stoppen, ohne weiterhin US-Bodentruppen in Kriege in Asien zu verwickeln, da sie der Ansicht waren, dadurch werde die US-Wirtschaft auf Dauer überstrapaziert. Infolgedessen setzten sie darauf, durch die Androhung des Einsatzes strategischer Nuklearwaffen die kommunistischen Regime von weiteren bewaffneten Expansionsvorhaben abzubringen. Die Strategie scheiterte in Asien größtenteils, da die Volksrepublik China und die Sowjetunion die US-amerikanischen Drohungen, wegen eines asiatischen Landes einen Atomkrieg zu riskieren, nicht ernst nahmen.
Dulles erklärte die Abschreckungspolitik der USA zur Erhaltung des Friedens in einem Artikel des Life Magazine vom 16. Januar 1956 mit den Worten: „The ability to get to the verge without getting into the war is the necessary art. (…) if you are scared to go to the brink, you are lost.“ Das Zitat lautet übersetzt: „Die Fähigkeit, bis an den Rand eines Krieges zu gehen, ohne in einen Krieg zu geraten, ist eine notwendige Kunst. (…) wenn man Angst davor hat, bis an den Rand des Abgrunds zu gehen, ist man verloren.“ In der Folge wurde der Ausdruck „brinkmanship“ als Synonym für diese Art von Strategie etabliert. Vor allem Thomas Schelling prägte durch sein 1960 erschienenes Buch The Strategy of Conflict die Idee der Brinkmanship umfassend.

## Charakteristik
In der Spieltheorie gehört die Brinkmanship zur Kategorie strategischer Zug und darin wiederum zur Unterkategorie Drohung. Brinkmanship ist die Bezeichnung für die Strategie und für das Spiel als solches.
Brinkmanship ist die Strategie der Drohung des Spielers mit dem Risiko – nicht mit der Sicherheit – eines für beide Seiten schlechten und unerwünschten Ergebnisses (Desaster), wenn der Gegenspieler dem Verlangen des drohenden Spielers auf Rückzug nicht nachkommt (probabilistische Drohung). Die Brinkmanship bedeutet die absichtliche Erschaffung eines Risikos, das nicht vollständig kontrolliert werden kann. In der Ausübung ist die Brinkmanship die schrittweise Steigerung des Risikos eines beiderseitigen Unglücks über den gesamten Zeitablauf.

## Spieltheoretische Darstellung
Zu einem Brinkmanship-Spiel gehören zwei Spieler. Beide Spieler haben die Wahl zwischen den Strategien Brinkmanship und Nachgeben. Ein Brinkmanship-Spiel kann grundsätzlich über mehrere Runden gespielt werden. Das Ende des Spiels ist erreicht, wenn das Desaster tatsächlich eingetreten ist oder ein Spieler den Rückzug angetreten hat. Die Auszahlungen der Spieler (in Nutzeneinheiten) können für das Ende eines Brinkmanship-Spiels beispielsweise durch folgende Auszahlungsmatrix dargestellt werden:
|           |              | Spieler B |              |
|           | Optionen     | Nachgeben | Brinkmanship |
| Spieler A | Nachgeben    | 5/5       | −10/20       |
| Spieler A | Brinkmanship | 20/−10    | −100/−100*   |

(* Das Desaster ist eingetreten.)
In diesem Beispiel betragen die Kosten des Desasters −100, die Kosten des Verlierens −10 und der Nutzen des Gewinnens 10. Wenn in einer Runde kein Spieler nachgibt, kann das Desaster (Auszahlung −100;−100) mit einer gewissen Wahrscheinlichkeit eintreten. Der Zeitpunkt des Eintritts des Desasters ist unbekannt und zufällig. Geben beide Spieler nach, endet das Spiel unentschieden (Auszahlung 5;5). Gibt nur ein Spieler nach, so ist dieser der Verlierer des Spiels und der Gegenspieler ist der Gewinner (Auszahlung −10;20 oder 20;−10), wobei der Gewinn höher ist, als wenn er nachgegeben hätte.
Das Brinkmanship-Spiel gleicht hinsichtlich der möglichen Auszahlungen prinzipiell dem Feiglingsspiel (engl. „Chicken Game“). Dabei ist das Brinkmanship-Spiel ein Feiglingsspiel in Echtzeit, da die Spieler ihre Rückzugs-Entscheidung unter dem Zeitdruck des zunehmend wahrscheinlicher werdenden Desasters zu treffen haben.
Die Entscheidung zwischen Brinkmanship und Nachgeben treffen die Spieler auf Basis ihrer erwarteten Auszahlungen. Ein Spieler wird die Brinkmanship anwenden, sobald dieser aus der Brinkmanship einen höheren Nutzen als aus dem Nachgeben erwartet. Spiegelbildlich kann die Brinkmanship des einen Spielers nur erfolgreich sein, wenn der andere Spieler aus der Brinkmanship höhere Kosten als aus dem Nachgeben erwartet. Das Problem besteht darin, dass die erwarteten Auszahlungen aus der Strategie Brinkmanship bei einer probabilistischen Drohung immer von der Wahrscheinlichkeit des Desasters abhängig sind. Damit ist die Abwägung zwischen Brinkmanship und Nachgeben für die Spieler erst möglich, wenn die Wahrscheinlichkeit eines Desasters zuvor bestimmt worden ist.
Bei der probabilistischen Drohung wird die Wahrscheinlichkeit eines Desasters (q) bestimmt durch eine Untergrenze – ab diesem q ist die Drohung erfolgreich – und eine Obergrenze – bis zu diesem q ist die Drohung tolerierbar. Wegen unvollständiger Informationen über den Gegenspieler ist zwingend eine Schätzung der Einflussgrößen von q erforderlich. Bei der Berechnung der Untergrenze sind die Auszahlungen des Gegenspielers zu schätzen und bei der Berechnung der Obergrenze ist die Wahrscheinlichkeit, dass der Gegenspieler ein Hardliner ist und infolgedessen niemals nachgeben wird, zu schätzen. Die erwarteten Auszahlungen der Spieler werden durch den Charakter der Spieler (niedrige oder hohe Risikobereitschaft) bestimmt und je mehr Runden ein Gegenspieler nicht nachgibt, desto größer wird die Wahrscheinlichkeit, dass dieser ein Hardliner ist.

## Grundsätze der Anwendung
Brinkmanship ist eine riskante Strategie, weil sie im Desaster für alle Beteiligten enden kann. Wegen des Risikos eines Fehlers – einer erfolglos bleibenden Drohung oder eines Missverständnisses – muss der Brinkmanship-Spieler die Drohung mit dem Desaster immer auf das absolut notwendige Minimum reduzieren.
Bei einer Drohung wird der Eintritt des Desasters dem Gegenspieler nicht mit Sicherheit angekündigt. Diese Drohung hätte keine Glaubwürdigkeit, weil deren tatsächliche Umsetzung wegen der drastischen Konsequenzen für den drohenden Spieler sehr unwahrscheinlich ist. Die Brinkmanship erfordert, dass kleine Schritte gemacht werden – das Spiel beginnt mit der abgeschwächten Drohung eines kleinen Risikos und diese wird im Zeitablauf schrittweise verstärkt.
Der Brinkmanship-Spieler lässt die Situation mit Absicht teilweise außer Kontrolle geraten, um dadurch einen für den Gegenspieler unerträglichen Zustand auszulösen. Dazu ist ein kontrolliertes Abtreten der Kontrolle erforderlich – ohne Kontrolle über das Ergebnis wird die Drohung glaubwürdig, aber gleichzeitig muss immer noch genügend Kontrolle behalten werden, damit das Risiko für das Desaster niemals zu groß wird.

## Gefahr
Die Gefahr von Brinkmanship besteht in der kontinuierlichen Steigerung des Risikos eines beiderseitigen Schadens, wodurch die Spieler ihre maximale Toleranzgrenze für dieses Risiko im Zeitablauf ungewollt überschreiten können und in der Folge der beiderseitige Schaden eintritt. Bei den Zügen und Gegenzügen der Spieler ist die Grenze zwischen Sicherheit und Gefahr in der Realität keine exakt bestimmbare Linie, sondern vergleichbar mit einem glatten Abhang, der nach unten immer steiler wird. Je länger die Strategie der Drohung mit dem Risiko eines Desasters beibehalten wird, umso mehr steigt die Gefahr, dass die Angelegenheit tatsächlich außer Kontrolle gerät und der beiderseitige Schaden tatsächlich eintritt.

## Beispiele

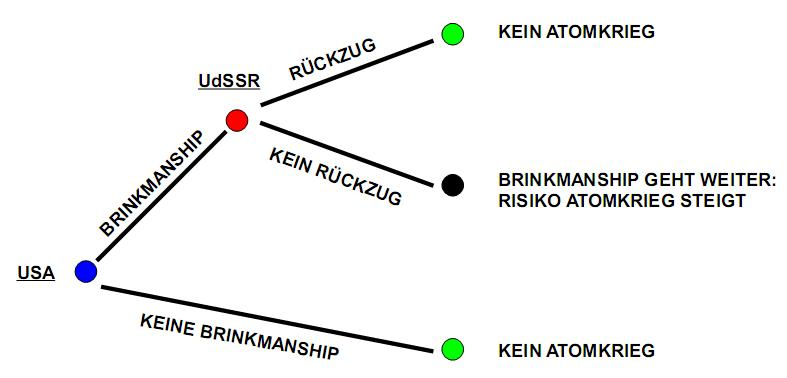
Brinkmanship am Beispiel der Kubakrise

Die Kubakrise im Oktober 1962 ist ein Beispiel für die Anwendung der Brinkmanship-Strategie. Als Reaktion auf die Stationierung amerikanischer Atomraketen in der Türkei beginnt die Sowjetunion (Regierungschef Chruschtschow) Atomwaffen auf Kuba zu stationieren. Das will die Regierung der USA (Präsident Kennedy) unbedingt verhindern. Dazu verhängt Kennedy eine Seeblockade gegen Kuba. Zur Lösung des Konflikts wenden die USA die Brinkmanship an – Kennedy droht Chruschtschow mit dem Risiko eines Atomkriegs, wenn die Sowjetunion ihre Atomwaffen nicht aus Kuba zurückzieht. Im Hintergrund wurde tatsächlich aber bereits der Abzug amerikanischer Raketen aus der Türkei gegen den Abzug der russischen Raketen aus Kuba vereinbart.
Im spieltheoretischen Modell ist das angedrohte Desaster der Atomkrieg. Die erste Runde des Spiels wird bestimmt durch die verhängte Seeblockade. Wenn Chruschtschow die Atomwaffen daraufhin nicht aus Kuba zurückzieht, geht das Spiel in die nächste Runde. Dann müsste Kennedy seine Drohung steigern. Die Situation würde mehr und mehr außer Kontrolle geraten und das Risiko des Atomkriegs würde steigen. Letztlich endete dieses Spiel nach der ersten Runde mit dem Nachgeben Chruschtschows und dem Rückzug der Atomwaffen aus Kuba, weil Chruschtschow keine weitere Eskalation der Situation riskieren wollte.
Auch das Verhalten der Mittelmächte während der Julikrise 1914 wird heute entsprechend eingeschätzt: „Die für notwendig befundene Verbesserung der eigenen Position sollte mit Hilfe einer ‚Politik der begrenzten Offensive‘, unter Inkaufnahme eines ‚kalkulierten Risikos‘, durchgesetzt werden […] Tatsächlich bringen die Begriffe ‚begrenzte Offensive‘ und ‚kalkuliertes Risiko‘ das Unverantwortliche und Abgründige der deutschen Position nicht vollständig zum Ausdruck. Dagegen beschreibt der von jüngeren Historikern verwendete Begriff ‚Brinkmanship‘ eine waghalsige Politik des ‚unkalkulierten Risikos‘, des Wandelns am Rande des Abgrunds.“